# Robert Russell (Programmierer)
Robert "Bob" Russell (* 1958) ist ein US-amerikanischer Elektroingenieur, der maßgeblich an der Entwicklung der Homecomputer C64 und VC20 beteiligt war. 

## Werdegang
Bob Russell studierte Elektrotechnik an der Iowa State University. Russell wurde direkt nach seinem Abschluss im Mai 1979 von seinem Dozenten, welcher Verbindungen zur 6502-Szene um Chuck Peddle unterhielt, der Firma MOS Technology als Talent empfohlen. Peddle rekrutierte den jungen Ingenieur daraufhin direkt für die Firma MOS.

## MOS Technology und Commodore
Russell beschäftigte sich bei MOS mit den Problemen der Diskettenlaufwerken vom Typ 2040 von Commodore. Aufgrund seiner effizienten Arbeitsweise erwarb er sich schnell die Gunst von Jack Tramiel und durfte ihn auf Messen begleiten. Russell war auch mit der Softwareprogrammierung betraut, beispielsweise bei Problemen mit der Datenübertragung am seriellen Bus des PET. In dieser Funktion wurde er zu einer der Schlüsselfiguren während der Entwicklung des Projekts Vixen, welches zum VC-20 führte.
Während Al Charpentier, Bob Yannes und später Bill Seiler für die Hardware des neuen Low End Computers zuständig waren, zeichnete Russell bei MOS Technologies für die Software (u. a. Erstellung des KERNAL und die Integration von Microsoft BASIC 2.0) verantwortlich.
Nach Abschluss der Arbeiten am VC-20 bei Commodore konzentrierte sich Russell für einige Zeit auf dessen Peripherie, mit der seinerzeit ebenso viel Geld verdient wurde wie mit dem Heimcomputern selbst. Der nächste größere Entwurf war das zum VC-20 passende Diskettenlaufwerk VC1540, welches später für den Einsatz am C64 zur VC1541 weiterentwickelt wurde.
Als der VC-20 1981 fertiggestellt war, begannen bald darauf im Herbst des gleichen Jahres die Arbeiten an einem verbesserten und höher am Markt positionierten Nachfolger. Aus diesem zunächst als VIC-40 bezeichneten Gerät sollte schließlich der C64 entstehen. Während für die Hardware Ingenieure wie Al Charpentier, Charles Winterble und Bob Yannes verantwortlich waren, betraute man mit der Software nach dessen Arbeit am VC-20 wieder Bob Russell.
In dieser Zeit entwickelte sich eine enge Freundschaft zwischen Russell und Bob Yannes. Russell wollte eigentlich ein besseres BASIC im C64 verwenden als das alte, vom VC-20 übernommene BASIC 2.0. Leider war in den verbauten ROM-Chips nicht mehr der dafür erforderliche Speicherplatz frei, und Jack Tramiel lehnte den Einbau eines zusätzlichen ROM-Chips ab, da er Dingen wie Software kaum Bedeutung beimaß. Daher erhielt auch der C64 das antiquierte BASIC 2.0.
Bob Russell stieg nach dem Abgang von Charles Winterble zum leitenden Ingenieur bei Commodore auf. Er bewies im Jahre 1983 eine glückliche Hand bei der Auswahl neuen Personals, welches die von Commodore abgewanderten Ingenieure ersetzen sollte. Mit der Einstellung u. a. von Bil Herd und Dave Haynie gelang es ihm, einige hochbegabte neue Ingenieure für Commodore zu verpflichten. Beide waren auch die Hauptverantwortlichen für die letzte von Russell bei Commodore eingeleitete Neuentwicklung : Den C64-Nachfolger Commodore 128.
Ab 1984 wurde Bob Russell von Commodore zu einer jungen, aufstrebenden Computerschmiede namens Amiga Corporation ausgeschickt, um deren laufendes Projekt mit Codenamen Lorraine zu bewerten, da sich Commodore hier die einmalige Möglichkeit ergab, einen weit fortgeschrittenen 16-Bit Computer im Prototypenstadium zu übernehmen. 
Bob Russell zeigte sich vom vorgefundenen Produkt stark beeindruckt und war überzeugt, dass dies der richtige Weg in die Zukunft sei. Nachdem Russell seinen fachlichen Standpunkt der Firmenleitung verdeutlicht hatte, fiel die Entscheidung nicht nur den halbfertigen Prototypen, sondern die gesamte Firma Amiga inklusive der verantwortlichen Ingenieure zu übernehmen. Allerdings äußerte Russell Unverständnis dafür, gleich die komplette Firma aufzukaufen, da die eigentlich nur gewünschte Technologie für einen Bruchteil der für die Firma geforderten 24 Millionen US$ zu haben gewesen wäre. Dieses Geld fehlte Commodore später schmerzlich bei der Vermarktung ihres neuen Produktes. Auch fand Russell kein Gehör bezüglich der Positionierung des neuen Geräts. Russell forderte dringend einen C64-Nachfolger, da der C128 dieser Rolle kaum gerecht wurde und mit dem Amiga die ideale Technologie zur Verfügung stand, was durch den erst viel später erschienenen Amiga 500 klar unter Beweis gestellt wurde. So fristete der neue Computer in Gestalt des Amiga 1000 während seiner ersten beiden Jahre ein zwar viel beachtetes, aber kaum profitables Nischendasein am Markt, während die Konkurrenz, allen voran der Atari ST, die Zeit nutzen konnte, um den technischen Vorsprung des Amiga aufzuholen und Marktanteile zu erobern.
Im Jahr 1985 schlitterte Commodore in eine ernste finanzielle Krise, nachdem durch den Amiga-Aufkauf die finanziellen Reserven aufgebraucht waren, die C64-Verkäufe aber zurückgingen und der Amiga 1000 aufgrund seines hohen Preises kaum Käufer fand. Als Retter in der Not engagierte man den vormaligen Pepsi-Manager Thomas Rattigan, der die Firma mit eiserner Hand sanierte. Viele der alten Ingenieure der Firma mussten Commodore verlassen, darunter auch Bob Russell.

## Heute
Bob Russell arbeitet heute in leitender Funktion für die Firma Quadrant International, einem Hersteller von Kamera- und Videoprodukten zum Anschluss an PC-Systeme. 